# Berlin (film 1945)
Berlin (ros. Берлин) – radziecki czarno-biały film dokumentalny z 1945 w reżyserii Julija Rajzmana, z muzyką Dmitrija Szostakowicza. Producentem filmu było Centralne Studio Filmów Dokumentalnych.

## Fabuła
Dokument przedstawia operację berlińską – decydującą bitwę Armii Czerwonej z Wehrmachtem na froncie wschodnim II wojny światowej, zdobycie Berlina, zawieszenie Sztandaru Zwycięstwa nad Reichstagiem i bezwarunkową kapitulację niemieckich sił zbrojnych 8 maja 1945. Film Rajzmana jest bardzo cennym materiałem historycznym, gdyż przedstawia radziecko-niemieckie walki na ulicach Berlina oraz los niemieckich cywili i żołnierzy.

## Obsada
- Wasilij Czujkow jako on sam
- Hermann Göring jako on sam
- Adolf Hitler jako on sam
- Wilhelm Keitel jako on sam
- Iwan Koniew jako on sam
- Benito Mussolini jako on sam
- Aleksandr Nowikow jako on sam
- Siergiej Rudienko jako on sam
- Wasilij Sokołowski jako on sam
- Carl Andrew Spaatz jako on sam
- Józef Stalin jako on sam
- Hans-Jürgen Stumpff jako on sam
- Arthur Tedder jako on sam
- Hans-Erich Voss jako on sam
- Helmuth Weidling jako on sam
- Gieorgij Żukow jako on sam